# باد مارشال
باد مارشال (بالإنجليزية: Bud Marshall)‏ هو لاعب كرة قدم أمريكية أمريكي، ولد في 12 سبتمبر 1941 في كارثاغ في الولايات المتحدة، وتوفي في 16 يوليو 2009 في باسادينا في الولايات المتحدة.

## وصلات خارجية
- باد مارشال على موقع مرجع كرة القدم المحترفة.كوم (الإنجليزية)